# Abdoulaye Diaby
Pour les articles homonymes, voir Diaby.
Abdoulaye Diaby, né le 21 mai 1991 à Nanterre en France, est un footballeur international malien. Il évolue actuellement au poste d'attaquant.

## Biographie

### Début de carrière
Abdoulaye Diaby est formé au CS Sedan et débute avec l'équipe première à 18 ans. Après quatre ans, il rejoint le Lille OSC mais est directement prêté au Royal Mouscron-Péruwelz. Il devient rapidement un des meilleurs buteurs du championnat belge. Après un retour peu glorieux au LOSC, il signe au Club Bruges KV.

### Club Bruges KV
Abdoulaye Diaby devient très vite un pilier du Club Bruges KV. Il marque son premier but le 1er août 2015 contre KV Malines lors d'une victoire 3-0. Le 30 août 2015, il inscrit un quadruplé lors de la large victoire contre le Standard de Liège (7-1). Le 15 mai 2016, lors du match du titre contre le rival Anderlecht, Diaby inscrit un doublé en cinq minutes et permet au Club Bruges KV d'être champion de Belgique pour la quatorzième fois de son histoire. Pour la saison 2017-2018, la concurrence en attaque est énorme. Diaby se retrouve troisième attaquant derrière Jelle Vossen et Wesley. Si son temps de jeu n'est pas énorme, il n'a pas perdu son sens du but et marque contre KAS Eupen, KV Courtrai, Saint-Trond VV, KSC Lokeren et KV Malines. Le 17 décembre 2017, il inscrit un nouveau doublé contre le RSC Anderlecht. Neuf jours plus tard, ses deux buts permettent à Bruges de battre l'Excel Mouscron (4-2).

### Sporting Portugal
Après trois saisons à Bruges, il rejoint le Sporting CP à l'été 2018.
Diaby est prêté au Beşiktaş JK le 2 septembre 2019. Il dispute son premier match de Süper Lig le 14 septembre en étant titularisé face au Gaziantep FK. Diaby marque son premier but le 6 octobre et contribue à un succès 2-0 contre l'Alanyaspor, leader du championnat. Il inscrit un but le 2 novembre aux dépens de l'Antalyaspor (victoire 1-2).

## Statistiques
| Saison                | Club                       | Championnat           | Championnat | Championnat | Championnat | Coupe nationale | Coupe nationale | Coupe nationale | Coupe de la Ligue | Coupe de la Ligue | Coupe de la Ligue | Supercoupe | Supercoupe | Supercoupe | Compétition(s) continentale(s) | Compétition(s) continentale(s) | Compétition(s) continentale(s) | Compétition(s) continentale(s) | Mali | Mali | Mali | Total | Total | Total |
| Saison                | Club                       | Division              | M.          | B.          | P.d.        | M.              | B.              | P.d.            | M.                | B.                | P.d.              | M.         | B.         | P.d.       | Comp.                          | M.                             | B.                             | P.d.                           | M.   | B.   | P.d. | M.    | B.    | P.d.  |
| 2009-2010             | CS Sedan Ardennes          | D2                    | 2           | 0           | 0           | -               | -               | -               | -                 | -                 | -                 | -          | -          | -          | -                              | -                              | -                              | -                              | -    | -    | -    | 2     | 0     | 0     |
| 2010-2011             | CS Sedan Ardennes          | D2                    | 10          | 2           | 1           | 1               | 0               | 0               | -                 | -                 | -                 | -          | -          | -          | -                              | -                              | -                              | -                              | -    | -    | -    | 11    | 2     | 1     |
| 2011-2012             | CS Sedan Ardennes          | D2                    | 28          | 7           | 1           | 1               | 1               | 0               | 2                 | 1                 | 0                 | -          | -          | -          | -                              | -                              | -                              | -                              | -    | -    | -    | 31    | 9     | 1     |
| 2012-2013             | CS Sedan Ardennes          | D2                    | 26          | 7           | 2           | 2               | 0               | 0               | -                 | -                 | -                 | -          | -          | -          | -                              | -                              | -                              | -                              | -    | -    | -    | 28    | 7     | 2     |
| Sous-total            | Sous-total                 | Sous-total            | 66          | 16          | 4           | 4               | 1               | 0               | 2                 | 1                 | 0                 | -          | -          | -          | -                              | -                              | -                              | -                              | -    | -    | -    | 72    | 18    | 4     |
| 2013-2014             | R Mouscron-Péruwelz (prêt) | D2                    | 20          | 4           | 0           | -               | -               | -               | -                 | -                 | -                 | -          | -          | -          | -                              | -                              | -                              | -                              | -    | -    | -    | 20    | 4     | 0     |
| 2014-2015             | R Mouscron-Péruwelz (prêt) | D1                    | 21          | 12          | 4           | 1               | 0               | 0               | -                 | -                 | -                 | -          | -          | -          | -                              | -                              | -                              | -                              | 5    | 1    | 0    | 27    | 13    | 4     |
| 2014-2015             | LOSC Lille                 | D1                    | 3           | 0           | 0           | -               | -               | -               | -                 | -                 | -                 | -          | -          | -          | -                              | -                              | -                              | -                              | -    | -    | -    | 3     | 0     | 0     |
| Sous-total            | Sous-total                 | Sous-total            | 44          | 16          | 4           | 1               | 0               | 0               | -                 | -                 | -                 | -          | -          | -          | -                              | -                              | -                              | -                              | 5    | 1    | 0    | 50    | 17    | 4     |
| 2015-2016             | Club Bruges                | D1                    | 32          | 16          | 5           | 5               | 4               | 2               | -                 | -                 | -                 | 1          | 0          | 0          | C1+C3                          | 4+5                            | 0                              | 0+1                            | 4    | 2    | 0    | 51    | 22    | 8     |
| 2016-2017             | Club Bruges                | D1                    | 16          | 0           | 1           | 1               | 0               | 1               | -                 | -                 | -                 | 1          | 0          | 0          | C1                             | 2                              | 0                              | 0                              | 1    | 1    | 0    | 21    | 1     | 2     |
| 2017-2018             | Club Bruges                | D1                    | 34          | 15          | 4           | 4               | 1               | 0               | -                 | -                 | -                 | -          | -          | -          | C1+C3                          | 1+2                            | 0                              | 0                              | 2    | 1    | 0    | 43    | 17    | 4     |
| Sous-total            | Sous-total                 | Sous-total            | 82          | 31          | 10          | 10              | 5               | 3               | -                 | -                 | -                 | 2          | 0          | 0          | -                              | 14                             | 0                              | 1                              | 7    | 4    | 0    | 115   | 40    | 14    |
| 2018-2019             | Sporting Portugal          | D1                    | 29          | 2           | 4           | 5               | 3               | 1               | 4                 | 0                 | 0                 | -          | -          | -          | C1                             | 6                              | 2                              | 1                              | 9    | 2    | 0    | 53    | 9     | 6     |
| 2018-2019             | Sporting Portugal          | D1                    | 2           | 0           | 0           | -               | -               | -               | -                 | -                 | -                 | 1          | 0          | 0          | -                              | -                              | -                              | -                              | 1    | 0    | 0    | 4     | 0     | 0     |
| Sous-total            | Sous-total                 | Sous-total            | 31          | 2           | 4           | 5               | 3               | 1               | 4                 | 0                 | 0                 | 1          | 0          | 0          | -                              | 6                              | 2                              | 1                              | 10   | 2    | 0    | 57    | 9     | 6     |
| 2019-2020             | Beşiktaş JK (prêt)         | D1                    | 26          | 4           | 0           | 3               | 0               | 0               | -                 | -                 | -                 | -          | -          | -          | C3                             | 3                              | 0                              | 0                              | 2    | 0    | 0    | 34    | 4     | 0     |
| Sous-total            | Sous-total                 | Sous-total            | 26          | 4           | 0           | 3               | 0               | 0               | -                 | -                 | -                 | -          | -          | -          | -                              | 3                              | 0                              | 0                              | 2    | 0    | 0    | 34    | 4     | 0     |
| Total sur la carrière | Total sur la carrière      | Total sur la carrière | 249         | 66          | 22          | 23              | 9               | 4               | 6                 | 1                 | 0                 | 3          | 0          | 0          | -                              | 23                             | 2                              | 2                              | 24   | 7    | 0    | 328   | 85    | 28    |

## Palmarès
- Club Bruges KV
  - Championnat de Belgique
    - Champion : 2016 et 2018
    - Vice-champion : 2017

  - Supercoupe de Belgique
    - Vainqueur : 2016

- Sporting Clube de Portugal
  - Coupe de la Ligue
    - Vainqueur : 2019

  - Coupe du Portugal
    - Vainqueur : 2019